# Ruth Díaz Muriedas
Ruth Díaz Muriedas (Reinosa, Cantàbria; 25 de gener de 1975) és una actriu espanyola de cinema, teatre i televisió.

## Biografia
Va començar en un grup aficionat, Corocotta Teatre. Va arribar a Madrid amb una representació de Fortunata y Jacinta al Teatro Español i es va quedar. Ha estudiat a l'Escola d'Art Dramàtic. Es llicencia per la RESAD en l'especialitat de interpretació. Ha cursat estudis amb Juan Carlos Corazza i amb Fernando Piernas entre d'altres. També ha realitzat estudis de tècnica vocal expressiva amb Beatriz Pardo.
En 2013 es llança a la direcció, sent Porsiemprejamón la seva òpera prima com a guionista i directora. Es tracta d'un curtmetratge que ha rebut nombrosos premis.

## Filmografia
|      | Pel·lícula                 | Personatge          | Director                  |
| ---- | -------------------------- | ------------------- | ------------------------- |
| 2020 | Hogar                      | Marga               | David Pastor, Alex Pastor |
| 2019 | Adiós                      |                     | Paco cabezas              |
| 2018 | Vitoria, 3 de marzo        | Ana                 | Víctor Cabaco             |
| 2017 | Pasaje al amanecer         | Candela             |                           |
| 2016 | Tarde para la ira          | Ana                 | Raúl Arévalo              |
| 2013 | Ciudad Delirio             | Begoña              | Chus Gutiérrez            |
| 2012 | Los días no vividos        | Teresa              | Alfonso Cortés Cavanillas |
| 2011 | Nos veremos en el infierno | Begoña              | Martín Garrido            |
| 2008 | Aparecidos                 | Malena              | Paco Cabezas              |
| 2006 | El ciclo Dreyer            | Julia               | Álvaro del Amo            |
| 2006 | Locos por el sexo          | Angélica            | Javier Rebollo            |
| 2005 | Para entrar a vivir        | Chica del baño      | Jaume Balagueró           |
| 2005 | El Calentito               | Carmen              | Chus Gutiérrez            |
| 2001 | Marujas asesinas           | La chica del tiempo | Javier Rebollo            |

### Sèries
| Any               | Sèrie                               | Personatge        | Productora               |
| ----------------- | ----------------------------------- | ----------------- | ------------------------ |
| 2019 - actualitat | El pueblo                           | Laura             | Contubernio              |
| 2018              | Vis a vis                           | Mercedes Carrillo | Globomedia               |
| 2017              | Si fueras tú                        | Carmen Valle      | Atomis Media (Web serie) |
| 2014              | Cuéntame un cuento: Blancanieves    | Sonia             | Cuatro Cabezas           |
| 2012              | Cuéntame cómo pasó                  | Eloína            | Grupo Ganga              |
| 2010              | Los misterios de Laura              | Eva Montánchez    | Boomerang TV             |
| 2009              | Hospital Central                    | Reyes             | Videomedia               |
| 2009              | Amar en tiempos revueltos           | Elena             | Diagonal TV              |
| 2007              | MIR                                 | Nuria Roche       | Videomedia               |
| 2006              | Hospital Central                    | Nuria Roche       | Videomedia               |
| 2004              | Maneras de sobrevivir               | Ana               | Telespan                 |
| 2003              | Hospital Central                    | Emma              | Videomedia               |
| 2001              | Abogados                            | Mónica            | -                        |
| 2001              | Al salir de clase                   | Rosita            | Boca a boca              |
| 2000              | Policías, en el corazón de la calle | Pili              | Globomedia               |
| 1999              | El comisario                        | -                 | Boca a boca              |

### Teatre
- The guarry men show. Dir. Pau Roca. 2011
- El lado oeste del Golden Gate. Dir. Pablo Iglesias Simón. 2010
- Ojos bonitos, cuadros feos. Dir. Ramón Ballesteros. 2005
- Icecream. Dir. Darío Facal. 2005
- Las mariposas son libres. Personatge: Raquel. Dtor: Ramón Ballesteros. 2004
- Morfología de la soledad. Protagonista. Dtor: Darío Facal. Sala Pradillo. 2003
- Caricias. Sergi Belbel. Dtor: Indalecio Corugedo. Sala Ensayo100. 2002
- Fedra's love, de Sarah Kane. Dir. Carlos Marchena. Personatge: Estrofa. Sala Pradillo, Madrid. Ciclo autora. 2002
- Libreto Moro, de Ángel Martos. Dir. Ángel Velasco. Personatge: María el 6. Teatro RESAD, Madrid. 2002
- Los dos amigos de Verona. Dir. Carlos Marchena. Personatge: Silvia. 2001
- Huecos, de Julián Quintanilla. Maratón de Teatre jove celebrat al Teatro Bellas Artes. Dir. Carlos Aladro. 2001
- Madame de Sade de Yukio Mishima. Personatge: Renée. Sala García Lorca, RESAD. 2001
- Limpios. de Sarah Kane. Dir. Pablo Iglesias. Personatge: Grace. Sala García Lorca, RESAD. 2000
- Frente a frente. Dir. Fermín Cabal. Companyia de Pedro Osinaga, Teatro Reina Victoria de Madrid. 2000
- La importancia de llamarse Ernesto, de Oscar Wilde. Dir. Charo Amador. Sala Pradillo. Personatge: Cecily. 1999
- Santiago de Cuba y cierra España. Escrita i dirigida per Ernesto Caballero. Teatro de La Abadía. 1999
- Segunda mano. dir. Ernesto Caballero, text Dulce Chacón. Sala Triángulo, Madrid. 1999
- El sastre del Rey. Ernesto Caballero. Lectura dramatizada. Dir. Eduardo Vasco. Teatro Bellas Artes. 1998
- La noche de los asesinos de José Triana. Dir. Juan Carlos Ariza Teatro La Galera, Alcalá de Henares. 1998
- Valle Esperpento. Muntatge col·lectiu de sala sobre l'obra de Valle Inclán. Dir. Ernesto Caballero. Personatge: La Lunares. 1998
- Bertholdmanía. Muntatge sobre l'obra de Bertolt Brecht. Dir. Ernesto Caballero. Sala García Lorca, RESAD. 1997
- Fortunata y Jacinta. Dir. Juan Carlos Pérez de la Fuente. Teatro Español. 1993

## Premis i nominacions
Medalles del Cercle d'Escriptors Cinematogràfics
| Any  | Categoria                | Pel·lícula        | Resultat   |
| ---- | ------------------------ | ----------------- | ---------- |
| 2016 | Millor actriu secundària | Tarde para la ira | Guanyadora |

Premis de la Unión de Actores y Actrices
| Any  | Categoria               | Pel·lícula   | Resultat |
| ---- | ----------------------- | ------------ | -------- |
| 2005 | Millor actriu revelació | El Calentito | Nominada |

- Premi a la Millor actriu en la secció Horitzonts del Festival Internacional de Cinema de Venècia de 2016 per Tarde para la ira[5]